# Steve Dennis Grogan
Steve Dennis Grogan (Los Ángeles, 13 de julio de 1951) es un asesino convicto estadounidense, conocido por haber formado parte de «La Familia» de Charles Manson.

## Biografía

### La Familia Manson
Grogan, un músico talentoso al igual que otros miembros del grupo, abandonó la escuela secundaria para vagar por las comunas hippies y estuvo involucrado en delitos menores como perturbar la paz y posesión de marihuana. Cuando sus frustrados padres perdieron la esperanza en él, decidieron dejarlo en el Rancho Spahn donde inmediatamente comenzó a hacer trabajos ocasionales desde la primavera de 1967. El capataz Donald Shorty Shea sentía aprecio por Grogan y a menudo le compraba ropa. Grogan era pues residente allí mucho antes de que Charles Manson y «La Familia» se instalaran en el Rancho Spahn. Como Charles Manson, Grogan también era amigo de Dennis Wilson de The Beach Boys. A menudo, fue considerado mudo, o incluso "retrasado", por otros miembros de «La Familia», lo que le valió el apodo de "Scramblehead", pero algunos pensaban que solo se estaba haciendo el "tonto". Supuestamente, fue Grogan quien estrelló un auto Ferrari sin seguro de Dennis Wilson. En 1969, fue sentenciado a 90 días de observación en el Hospital Mental del Estado en Camarillo por exponer su pene a un grupo de escolares, pero regresó al rancho después de dos días.
La noche del 10 de agosto de 1969, Tex Watson, Patricia Krenwinkel y Leslie Van Houten, fueron a la casa de Leno y Rosemary LaBianca, mientras que Manson envió a Susan Atkins, Linda Kasabian y Grogan a Venice Beach para matar al actor Saladin Nader, pero deliberadamente Kasabian los llevó al apartamento equivocado y el plan fue cancelado.
En su lugar, Grogan, Watson y Bruce M. Davis, mataron al actor de doble Donald "Shorty" Shea el 26 de agosto de ese mismo año. El jurado emitió veredictos de cadena perpetua para Manson y Davis, y pena de muerte para Grogan. Sin embargo, el 23 de diciembre de 1971, el juez James Kolts declaró que "Grogan era demasiado estúpido y dependía demasiado de las drogas para decidir por sí mismo" y que realmente era Manson "quien decidía quién vivía o moría" y redujo su condena.
Grogan luego ayudó a las autoridades y dibujó un mapa en donde señaló dónde estaba enterrado el cuerpo de Shea. En la cárcel, pasó de ser un drogodependiente a un joven  arrepentido, convirtiéndose en el jefe del programa de la prisión para disuadir a los jóvenes de una vida delictiva. En 1985, salió al serle concedida la libertad condicional.